# نيكول والاس
نيكول والاس (بالإنجليزية: Nicolle Wallace)‏ (4 فبراير 1972)؛ مقدمة تلفزيونية وروائية أمريكية. درست في جامعة كاليفورنيا.

## روابط خارجية
- نيكول والاس على موقع IMDb (الإنجليزية)
- نيكول والاس على موقع إن إن دي بي (الإنجليزية)
- نيكول والاس على موقع قاعدة بيانات الفيلم (الإنجليزية)